# ريتشارد بي. هوليس
ريتشارد بي. هوليس (بالإنجليزية: Richard B. Hollis)‏ هو مصمم جرافيك بريطاني، ولد في 8 ديسمبر 1952 في سان ماتيو في الولايات المتحدة.